# Гексафторонептунат рубидия
Гексафторонептунат рубидия — неорганическое соединение,
комплексная соль рубидия, нептуния и плавиковой кислоты
с формулой Rb2[NpF6],
кристаллы.

## Физические свойства
Гексафторонептунат рубидия образует кристаллы
ромбической сингонии,

параметры ячейки a = 0,6986 нм, b = 1,2068 нм, c = 0,7628 нм.